# Buckeye (Iowa)
Buckeye es una ciudad situada en el condado de Hardin, en el estado de Iowa, Estados Unidos. Según el censo de 2010 tenía una población de 108 habitantes.

## Geografía
Según la Oficina del Censo de los Estados Unidos, la localidad tiene un área total de 2,58 km², la totalidad de los cuales 2,58 km² corresponden a tierra firme.

## Demografía
Según el censo de 2010, había 108 personas residiendo en la localidad. La densidad de población era de 41,86 hab./km². Había 49 viviendas con una densidad media de 18,99 viviendas/km². El 100% de los habitantes eran blancos.